# Teodomiro Ortiz
General Teodomiro Ortiz fue un militar mexicano con idealismo villista que participó en la Revolución mexicana. Nació en la Sierra de Chihuahua. En 1913 se incorporó a la escolta de "Dorados" de Francisco Villa, como asistente del secretario particular de éste, Luis Aguirre Benavides. Se distinguió por su honradez. En enero de 1915, al separarse Aguirre Benavides de la causa villista, Ortiz permaneció leal a Villa, y continuó como asistente del nuevo secretario particular. Llegó a ser tesorero de la División del Norte. En 1920 ingresó al Ejército Mexicano, con el grado de capitán primero. 